# Per amore di Vera
Per amore di Vera (Larger than Life) è un film del 1996 diretto da Howard Franklin, ed interpretato da Bill Murray.

## Trama
Jack Corcoran, un giovane rampante, è prossimo ad un avanzamento di carriera e al matrimonio. I suoi progetti vengono però mandati all'aria dalla morte del padre, un clown, che gli lascia un'eredità piuttosto stramba, un grosso elefante di nome Vera. Più che mai deciso a liberarsene Jack affronterà un viaggio con l'animale durante il quale metterà in discussione molte delle sue scelte.